# Тасило I
Вижте пояснителната страница за други личности с името Тасило.
Тасило I (на немски: Tassilo I, Thassilo; 560 – 610) e от 591 или 593 до 610 г. херцог на Бавария.

## Живот
Произлиза от фамилията Агилолфинги. Син е на Гарибалд I, първият познат по име херцог на Бавария, и на Валдерада, дъщеря на Вахо, крал на лангобардите (510 – 540). Брат е на Теодолинда (* 570/575; † 627), лангобардска кралица (589 – 626), Гундоалд (* 565; † 612), херцог на Асти (589) и на Гримоалд I, херцог на Бавария (590 – 595)
Кралят на Меровингите Хилдеберт II смъква баща му Гарибалд и брат му Гримоалд от трона и поставя през 591 или 593 г. Тасило I като „rex“. Същата година и през 595 г. води походи против славяните, които са станали съседи на баварците (в Карантания, Чехия). При първия поход в долината Пустертал (в Тирол) има успех и се връща с голяма плячка, a при втория поход е победен, понеже славяните били сключили съюз с аварите.
Негов наследник на трона става синът му Гарибалд II (610 до 630).